# Tsnigriite
La tsnigriite è un minerale.